# Грабовский (остров)
Остров Грабовский (пол. Ostrów Grabowski) — небольшой остров на реке Одра в черте города Щецин (Польша). Площадь острова составляет 175 га.
В 2006 году в рамках программы SPOT на острове создан логистический центр (30 га) и контейнерный терминал (15 га).
На острове находятся сооружения по очистке сточных вод. Канализационная система имеет длину более 14 км и обрабатывает сточные воды порта и городского района Międzyodrza. Имеется установка для удаления гидратированных жидких отходов с судов, в том числе нефтяные отходы.